# Sławomir Mrożek
Sławomir Mrożek (n. 29 iunie 1930, Borzęcin, Polonia –  d. 15 august 2013, Nice, Franța) a fost un dramaturg și prozator polonez, autor de povestiri satirice și de piese de teatru cu tematică filosofică, politică și psihologică. Creațiile sale sunt asociate cu teatru al absurdului. .

## Biografie
Este absolvent al Liceului Teoretic „Bartłomiej Nowodworski” din Cracovia.
S-a alăturat Partidului Muncitoresc Unit Polonez (PMUP) (în polonă, Polska Zjednoczona Partia Robotnicza, PZPR), câștigându-și existența ca jurnalist politic. A debutat în 1950 ca grafician, din 1953 publicându-și desenele în săptămânalul „Przekrój”.
Publicate în același an, seriile de povești "Opowiadania z Trzmielowej Góry" și "Półpancerze praktyczne" au reprezentat debutul său literar. Prima sa piesă de teatru a fost drama "Policja", publicată în 1958. Drama "Tango", apărută în anul 1964, scrisă în spiritul teatrului absurd, a fost piesa care l-a făcut pe Mrożek celebru în toată lumea, după cum apreciază Krystyna Dąbrowska.
În 1953, în timpul perioadei staliniste în Polonia postbelică, Mrożek a fost unul dintre cei care au semnat o „scrisoare deschisă” destinată autorităților polone, susținând persecutarea unor lideri ai Bisericii, închiși de către Ministerul Siguranței Publice ( în polonă: Ministerstwo Bezpieczeństwa Publicznego sau MBP). A participat în acțiunile ce vizau defăimarea unor preoți catolici din Cracovia, din rândul cărora trei au fost condamnați la moarte în februarie 1953 de către guvernul comunist, după ce au fost acuzați fără dovezi de înaltă trădare (spionaj pentru Statele Unite), în urma unui proces ( „proces księży kurii krakowskiej”). Sentințele lor la moarte nu au fost puse în aplicare, cu toate că Părintele Józef Fudali a murit în închisoare în circumstanțe imposibil de explicat. Mrożek a scris un articol intitulat „Zbrodnia główna i inne” (Principala crimă și altele), ce susținea verdictul, comparându-i pe preoții condamnați la moarte cu niște naziști sau cu membrii Ku-Klux-Klan.
Este unul dintre primii patru laureați cu Premiul Kościelski, pe care îl primește în anul 1962.
În anul 1963 emigrează, locuind între anii 1963-1996 în Franța (Paris), Statele Unite ale Americii, Germania, Italia și Mexic. În 1968, semnează o altă scrisoare deschisă, publicată în presa franceză, prin care se protestează împotriva intervenției militare în Cehoslovacia a țărilor ce semnaseră Pactul de la Varșovia. În decembrie 1981 protestează împotriva introducerii Legii Marțiale în Polonia (stan wojenny w Polsce), prin care guvernul Republicii Populare Polone impune restricții drastice, într-o încercare de a elimina opoziția de pe scena politică. În 1990 devine cetățean onorific al Cracoviei (primește Honorowe Obywatelstwo Stołecznego Królewskiego Miasta Krakowa)..
În 1996 se întoarce în Polonia. În 2002 supraviețuiește unui accident vascular cerebral, însă devine afazic. Prin urmare, îi era imposibil să se exprime atât oral, cât și în scris. Datorită terapiei, care a durat în jur de trei ani, și-a recăpătat abilitatea de a vorbi și de a scrie. În urma luptei sale cu boala, Mrożek își scrie autobiografia. În decembrie 2004, pentru Varia. Jak zostałem filmowcem, primește în Cracovia Premiul pentru Cartea Lunii (Krakowska Książka Miesiąca)
La cererea președintelui Aleksander Kwaśniewski, Mrożek primește în 1997 Crucea cu Stea a Comandantului a Ordinului Polonia Restituta (în limba polonă, Krzyż Komandorski z Gwiazdą Orderu Odrodzenia Polski), pentru meritele sale deosebite în domeniul culturii naționale.
Pe 6 mai 2008, Sławomir Mrożek se decide din nou să părăsească Polonia „pentru totdeauna” și se stabilește în sudul Franței. Fiind întrebat care a fost motivul pentru care a luat această decizie, scriitorul a răspuns că simte nevoia să se odihnească, iar climatul de acolo îi priește.
În septembrie 2010, a avut loc Festivalul „Mrożek în secolul XXI” („Mrożek na XXI wiek”, în polonă), comemorând împlinirea a 80 de ani a scriitorului. În cadrul acestui festival, lui Mrożek îi este acordată Medalia de Aur pentru Merite Culturale Gloria Artis (denumirea în polonă - Złoty Medal Zasłużony Kulturze Gloria Artis), de către Ministrul Culturii Bogdan Zdrojewski.
Pentru corespondența cu Stanisław Lem, Mrożek primește Premiul Jan Parandowski ( Nagroda Polskiego PEN Clubu im. Jana Parandowskiego), în anul 2010.. În 2000, Universitatea Jagiellonă din Cracovia îi acordă titlul de doctor honoris causa, același titlu fiindu-i acordat și de Universitatea Śląski din Katowice, pe 23 martie 2012. Pe 27 martie 2012 primește Order Ecce Homo.

## Creația literară
În operele sale literare, Mrożek abordează o problematică strâns legată de istoria Poloniei sau de tradiția culturală poloneză, dar și teme universale, cum ar fi libertatea.

### Lista pieselor de teatru ale lui Sławomir Mrożek
Această clasificare este bazată pe cartea „Dramaturgia Sławomira Mrożka”, de Małgorzata Sugiera:
- Professor
- Policja, „Dialog” 1958, nr 6
- Męczeństwo Piotra Ohey'a, „Dialog” 1959, nr 6
- Indyk, „Dialog” 1960, nr 10
- Na pełnym morzu, „Dialog”  1961, nr 2
- Karol,  „Dialog” 1961, nr 3
- Strip-tease, „Dialog” 1961, nr 6
- Zabawa, „Dialog” 1962, nr 10
- Kynolog w rozterce, „Dialog”  1962, nr 11
- Czarowna noc, „Dialog”  1963, nr 2
- Śmierć porucznika, „Dialog” 1963, nr 5
- Der Hirsch, trad. Ludwik Zimmerer STÜCKE I, Berlin (Vest), 1965 (nu există versiune în limba polonă)
- Tango, „Dialog” 1964, nr 11
- Racket baby, trad. Ludwik Zimmerer  STÜCKE I, Berlin (Vest), 1965 (nu există versiune în limba polonă)
- Poczwórka, „Dialog” 1967, nr 1
- Dom na granicy, "Dialog" 1967, nr 1
- Testarium, „Dialog” 1967, nr 11
- Drugie danie, „Dialog” 1968, nr 5
- Szczęśliwe wydarzenie, „Kultura” 1971, nr 5
- Rzeźnia, “Kultura” 1971, nr 5
- Emigranci, „Dialog” 1974, nr 8
- Garbus, “Dialog” 1975, nr 9
- Serenada, „Dialog”  1977, nr 2
- Lis filozof, “Dialog” 1977, nr 3
- Krawiec (scrisă în 1964), “Dialog” 1977, nr 11
- Lis aspirant, “Dialog” 1978, nr 7
- Pieszo, “Dialog” 1980, nr 8
- Vatzlav (scrisă în 1968), publicată de Institutul Literaturii din Paris
- Ambassador, Paris, 1982
- Letni dzień, “Dialog” 1983, nr 6
- Alfa, Paris, 1984
- Kontrakt, “Dialog” 1986, nr 1
- Portret, “Dialog” 1987, nr 9
- Wdowy (scrisă în 1992)
- Milość na Krymie, “Dialog” 1993, nr 12
- Wielebni, “Dialog” 2000, nr 11
- Piękny widok, “Dialog” 2000, nr 5

### Opere traduse în limba română[20]
- Balthazar. Autobiografie, traducere și prefață de Stan Velea, București, Ed. Curtea Veche, 2009 [21]
- Croitorul și alte piese, traducere și prefață de Stan Velea, Iași, Ed. Polirom, 2002
- Dragoste în Crimeea, traducere și prefață de Stan Velea, București, Ed. Unitext, 1998
- Fuga în sud, traducere de Olga Zaicik, București, Ed. Albatros, 1970
- Opere alese, vol. I, Proză scurtă, vol. II-III, Teatru, traducere, prefață și note de Stan Velea, 2004-2005
- Teatru, traducere, prefață și note de Stan Velea, București, Ed. Univers, 1986
- Povestiri, traducere de Radoslava Janowska-Lascar și Mihaela Fiscutean, Iași, Ed. Polirom, 2001